# Linux Deploy
Linux Deploy — программное обеспечение, предназначенное для автоматизации процесса установки, конфигурирования и запуска дистрибутивов GNU/Linux на платформе Android внутри контейнера chroot.
Поскольку работа Linux Deploy базируется на системном вызове ядра Linux, то в роли «гостевых» систем могут выступать только дистрибутивы Linux. Приложения, запущенные внутри контейнера chroot, работают параллельно с основной системой и сопоставимы с ней по скорости. Linux Deploy позволяет устанавливать выбранные дистрибутивы из официальных репозиториев через интернет. Есть функция экспорта уже установленного дистрибутива в виде rootfs-архива. Есть интерфейс командной строки для работы с приложением из терминала. Для функционирования приложения необходимы права суперпользователя.
Распространяется как свободное программное обеспечение под лицензией GPL 3.0.
Поддержка пользователей осуществляется на форуме 4pda.to. Обзорная статья опубликована в журнале ИУС № 5(66)/2013.

## Характеристики
- Поддерживаемые дистрибутивы: Debian, Ubuntu, Kali Linux, Arch Linux, Fedora, CentOS, Gentoo, openSUSE, Slackware, RootFS (tgz, tbz2, txz)
- Тип установки: файл образа, раздел диска, оперативная память, каталог
- Поддерживаемые файловые системы: ext2, ext3, ext4
- Поддерживаемые архитектуры: ARM, ARM64, x86, x86_64, режим эмуляции (ARM ~ x86)
- Интерфейс управления: CLI, SSH, VNC, X, фрейм-буфер
- Окружение рабочего стола: XTerm, LXDE, Xfce, GNOME, KDE, другое (ручная настройка)